# ساوری آرییوشی
ساوری آرییوشی (انگلیسی: Saori Ariyoshi؛ زادهٔ ۱ نوامبر ۱۹۸۷) بازیکن فوتبال اهل ژاپن است که در تیم ملی فوتبال زنان ژاپن بازی کرده‌است.